# 하디 알아미리
하디 알아미리 또는 하디 알아메리(هادي العامري)는 이라크의 옛 교통부 장관이자 바드르 조직의 현 수장으로, 이라크 이슬람 최고 회의의 군사 단체가 바로 이 바드르 조직이다. 그는 이라크 의회의 의원으로 활동 중이며 이라크 국민연맹이 그의 정당이다. 이 정당은 종교적으로 시아파 정당을 대표하고 있다.
아미리는 이란-이라크 전쟁 발발 당시 바드르 조직의 요원으로써, 이란 측에 참전했다. 아미리는 시리아 내전이 발발하자 시리아 정부를 돕기 위해 이란에서 시리아로 이어지는 이라크 영공을 통해 무기를 운반하는 여러 차례의 비행에 대해 부인했다. 그러나 아미리는 이란 이슬람 혁명군의 쿠드스군 사령관 가셈 솔레이마니가 시리아 내전 당시 대통령 바샤르 알아사드를 지지하기 위해 일정한 역할을 한 것에 대해서는 언급했다. 아미리는 뉴요커라는 잡지에서, "나는 가셈 솔레이마니를 진심으로 좋아합니다! 그는 제 진정한 친구입니다.”
그는 이라크 내전의 아슈라 작전 당시 이라크군의 사령관이었다. 인민동원군의 사령관으로써, 그는 ISIL에 맞서는 다른 작전에서도 활동했다.
그는 페르시아어에 능통하다.